# Adalbert Ebner
Adalbert Ebner (* 16. Dezember 1861 in Straubing; † 25. Februar 1898 in Eichstätt) war ein deutscher römisch-katholischer Priester.

## Leben
Er empfing die Priesterweihe 1886 in Regensburg, vermutlich durch den Bischof Ignatius von Senestrey. Dort diente er im Anschluss als Vikar in der Alten Kapelle. Ab 1892 war er Dozent der Patristik, christlichen Archäologie und Liturgie an der katholischen Universität von Eichstätt. Dort diente er ebenfalls in der Kathedrale bis zu seinem Tod im Jahr 1898, mit 36 Jahren.
Ebner spezialisierte sich in der Forschung auf antike liturgische Bücher. Er war Autor einer wissenschaftlichen Monografie über die Geschichte des Missale Romanum mit dem Titel Quellen und Forschungen zur Geschichte und Kunstgeschichte des Missale romanum im Mittelalter.

## Werke (Auswahl)
- Die klösterlichen Gebets-Verbrüderungen bis zum Ausgange des karolingischen Zeitalters; eine kirchengeschichtliche Studie. Fr. Pustet, Regensburg; New York 1890, OCLC 23851573.
- Propst Johann Georg Seidenbusch und die Einführung der Congregation des hl. Philipp Neri in Baiern und Oesterreich. Ein Beitrag zur Kirchengeschichte Deutschlands im 17. und 18. Jahrhundert. J.P. Bachem, Köln 1891, OCLC 30579160.
- Quellen und Forschungen zur Geschichte und Kunstgeschichte des Missale romanum im Mittelalter. Iter italicum. Herder, Freiburg i.B 1896, OCLC 5717337.
- Über die gegenwärtigen Aufgaben und die Ziele der liturgisch-historischen Forschung. Impr. et Libr. de l’Oeuvre de Saint-Paul, Fribourg (Schweiz) 1898, OCLC 633015469., auch in: Compte rendu du quatrième congrès scientifique international des Catholiques, Première section: Sciences religieuses, Fribourg 1898, 32-41.